# Thectardis
Thectardis é um gênero de forma triangular da biota ediacarana. O organismo assumia a forma de um cone alongado com depressão central e seu ápice estava ancorado ao substrato. 

## Morfologia
Os fósseis assumem a forma de um triângulo com uma depressão central, sugerindo que o organismo original era cônico. A relação diâmetro/altura do organismo é aproximadamente constante em cada local em 1 a 3 nas formações mais recentes e de 1 a 2,5 nas formações mais antigas. A proporção constante sugere que ele cresceu adicionando o seu corpo na base do cone. O triângulo tem uma margem elevada com cerca de um quarto da largura do triângulo. O interior está vazio, rebaixado ou tem algumas marcações transversais vagas. 

## Ocorrência
São conhecidos 205 espécimes de Thectardis, a partir de duas superfícies de estratificação, separadas por 2 km e 10 milhões de anos em Mistaken Point, Newfoundland. As superfícies também contêm Charnia e Ivesheadia.

## Ecologia
As correntes de água derrubam os triângulos na mesma direção e, onde eles caem sobre outros objetos, eles se flexionam no topo. Quando vivo, o organismo provavelmente se prendeu aos tapetes microbianos que delimitavam o fundo do mar do Ediacarano. Eles provavelmente se alimentaram de partículas suspensas. Como não há evidências de uma estrutura ancorando-os ao fundo do mar, permanece uma questão de especulação sobre como eles foram fixados.

## Etimologia
O nome genérico Thectardis é derivado do grego thektos, ponta afiada, e ardis, ponta de flecha. O nome específico deriva da Península de Avalon, onde foi encontrado. Assim, Thectardis avalonensis se traduz como "ponta de flecha afiada de Avalon (Península)".